# Liste de grottes de Hongrie
La liste de grottes de Hongrie présentée ci-dessous est un échantillonnage de cavités souterraines naturelles (grottes, gouffres, ..) hongroises, ayant acquis une relative notoriété du fait de leur fréquentation et/ou de leurs particularités : dimensions (développement ou dénivelé), concrétionnement, art rupestre, art mobilier, pratiques rituelles, etc.
Établir une telle liste de cavités est une tâche sans fin car leur nombre déjà très important s'accroît au fil des découvertes des spéléologues. Ces derniers s'emploient à trouver, explorer, étudier les grottes, ainsi que toutes les autres formes souterraines, karstiques ou pseudokarstiques.
Pour les cavités de la ville-comitat capitale de Budapest, l'arrondissement (kerület) est indiqué entre parenthèses.
Pour les cavités des comitats de Pest, Borsod-Abaúj-Zemplén, Komárom-Esztergom, Veszprém et Zala, ce sont la commune (község)) puis le district (járás) qui sont indiqués entre parenthèses.
Dans les autres comitats non différenciés, sont indiqués entre parenthèses, la commune (község)), puis le district (járás) et enfin le comitat (megye) dans lequel se trouve chaque cavité.
Les noms communs hongrois « barlang » et « sziklaüreg » signifient « grotte » et « caverne » en français ; en outre, le mot « kút » signifie « puits », le mot « víznyelő » signifie « doline », le mot « üreg » signifie « cavité », le mot « lyuk » parfois affixé, signifie « trou » et le mot « szikla » signifie « roche(r)' » ou « baume ». Le mot « zsomboly » qui désigne une cavité de nature plutôt verticale, peut être traduit par « gouffre » en français.

## Budapest et Pest
La plupart des grottes de Budapest et de sa banlieue se trouvent dans les collines de Buda. Les autres cavités du comitat de Pest se trouvent dans les massifs du Cserhát, du Pilis et du Visegrád.
Entre parenthèses est indiqué l'arrondissement (kerület) de Budapest, ou bien la commune (község) puis le district (járás) du comitat de Pest, dans lequel se trouve chaque cavité.

### Budapest
- Grotte Bátori (2e arrondissement)
- Budai Vár-barlang (hu) (1er arrondissement)
- Grotte d'Erdőhát út (3e arrondissement)
- Farkasvölgyi-sziklaüreg (hu) (12e arrondissement)
- Grotte de Ferenc-hegy (2e arrondissement)
- János-hegyi-átjáró (hu) (12e arrondissement)
- József-hegyi-barlang (hu) (2e arrondissement)
- Grotte de Királylak (3e arrondissement)
- Molnár János-barlang (hu) (2e arrondissement)
- Église troglodyte Notre-Dame-des-Hongrois (11e arrondissement)
- Oroszlán-barlang (hu) (2e arrondissement)
- Système des grottes de Pálvölgy (2e arrondissement)
- Grotte de Szemlő-hegy (2e arrondissement)
- Grotte de Tábor-hegy (3e arrondissement)

### Pest
- Amfiteátrum-barlang (hu) (Üröm, Pilisvörösvár)
- Apát-kúti-völgyi-barlang (hu) (Visegrád, Szentendre)
- Arany-lyuk (hu) (Budakalász, Szentendre)
- Budaligeti-barlang (hu) (Solymár, Pilisvörösvár)
- Csódi-hegyi-barlang (hu) (Dunabogdány, Szentendre)
- Dinó-rejtek (hu) (Csobánka, Szentendre)
- Dömör-kapui-barlang (hu) (Szentendre, Szentendre)
- Egres-barlang (hu) (Pomáz, Szentendre)
- Grottes d'Ezüst-hegy [« mont Argent »] (Pilisborosjenő, Pilisvörösvár)
  - Ezüst-hegyi 1. sz. barlang (hu)
  - Ezüst-hegyi 2. sz. barlang (hu)
- Gyopáros-barlang (hu) (Pilisborosjenő, Pilisvörösvár)
- Háromlyukú-zsomboly (hu) (Csobánka, Szentendre)
- Grottes de la Holdvilág-árok (hu) (Pomáz, Szentendre)
  - Domini-barlang (hu)
  - Hideg-résbarlang (hu)
  - Kecske-lyuk (Pomáz) (hu)
  - Robi-lyuk (hu)
  - Vízesés-alatti-barlang (hu)
  - Vízesési-üreg (hu)
  - Weislich-barlang (hu)
  - Y-ágú-barlang (hu)
- Kalicsa-álbarlang (hu) (Tahitótfalu et Dunabogdány, Szentendre)
- Grottes de la Karolina-árok [« tranchée de Caroline »] (Pomáz, Szentendre)
  - Karolina-odú (hu)
  - Karolina-árok alsó álbarlangja (hu)
  - Karolina-árok felső álbarlangja (hu)
- Kevély-nyergi-zsomboly (hu) (Budakalász, Szentendre)
- Kis-kevélyi-barlang (hu) (Csobánka, Szentendre)
- Kis-Kő-hegyi-kőfülke (hu) (Pomáz, Szentendre)
- Klotild-barlang (hu) (Pilisvörösvár, Pilisvörösvár)
- Macska-barlang (hu) (Csobánka, Szentendre)
- Macska-lyuk (hu) (Szentendre, Szentendre)
- Nagyfal-barlang (hu) (Visegrád, Szentendre)
- Naszályi-víznyelőbarlang (hu) (Vác, Vác)
- Násznép-barlang (hu) (Kosd, Vác)
- Ördögmalom-barlang (hu) (Visegrád, Szentendre)
- Őz-barlang (hu) (Pomáz, Szentendre)
- Papp Ferenc-barlang (hu) (Pilisborosjenő, Pilisvörösvár)
- Pilis-barlang (hu) (Pilisszentkereszt, Szentendre)
- Pilisszántói-kőfülke (hu) (Pilisszántó, Pilisvörösvár)
- Rácskai-barlang (hu) (Remeteszőlős, Budakeszi)
- Remete-barlang (hu) (Remeteszőlős, Budakeszi)
- Rinocérosz-barlang (hu) (Visegrád, Szentendre)
- Salabasina-üreg (hu) (Pomáz, Szentendre)
- Sas-kői-hasadékbarlang (hu) (Szentendre, Szentendre)
- Sas-kői-kisbarlang (hu) (Szentendre, Szentendre)
- Sas-kövi-barlang (hu) (Szentendre, Szentendre)
- Solymári-kőfülke (hu) (Solymár, Pilisvörösvár)
- Solymári-ördöglyuk (hu)  (Solymár, Pilisvörösvár)
- Solymári-sziklaüreg (hu) (Solymár, Pilisvörösvár)
- Solymári-víznyelő (hu)  (Solymár, Pilisvörösvár)
- Szabó József-barlang  (hu) (Budakalász, Szentendre)
- Szent Özséb-barlang (hu) (Pilisszentkereszt, Szentendre)
- Szentendrei-barlang (hu) (Szentendre, Szentendre)
- Szopláki-ördöglyuk (hu) (Pilisszentkereszt, Szentendre)
- Ürömi-víznyelőbarlang (hu) (Üröm, Pilisvörösvár)
- Grottes de l'abîme de Vasas (hu) (Szentendre, Szentendre)
  - Vasas-szakadék I. sz. barlangja (hu)
  - Vasas-szakadék I. sz. barlangja (hu)
  - Vasas-szakadék I. sz. barlangja (hu)
  - Vasas-szakadék I. sz. barlangja (hu)
  - Vasas-szakadék kis ürege (hu)
- Vaddisznó-barlang (hu) (Visegrád, Szentendre)

## Borsod-Abaúj-Zemplén
Entre parenthèses sont indiqués la commune (község) puis le district (járás) du comitat de Borsod-Abaúj-Zemplén, dans lequel se trouve chaque cavité.
La plupart des cavités du comitat de Borsod-Abaúj-Zemplén appartiennent au parc national d'Aggtelek ou au Parc national de Bükk.

### Parc national d'Aggtelek
La plupart des grottes du Parc national d'Aggtelek font partie de l'unité géographique des karsts d'Aggtelek et de Slovaquie et certaines sont classées au Patrimoine mondial de l'UNESCO.
- Almási-zsomboly (hu) (Bódvaszilas, Edelény)
- Réseau Baradla (Aggtelek et Jósvafő, Putnok)
  - Baradla Hosszú-Alsó-barlang (hu) (Jósvafő)
  - Baradla Rövid-Alsó-barlang (hu) (Jósvafő)
  - Baradla–Domica-barlangrendszer (hu) (Jósvafő)
  - Baradla-tetői-zsomboly (hu) (Aggtelek)
- Béke-barlang (hu) (Aggtelek et Jósvafő, Putnok)
- Kossuth-barlang (hu) (Jósvafő, Putnok)
- Meteor-barlang (hu) (Bódvaszilas, Edelény)
- Rákóczi 1. sz. barlang ou Öreg-barlang (hu) (Tornaszentandrás, Edelény)
- Rákóczi 2. sz. barlang ou Surrantós-barlang (hu) (Tornaszentandrás, Edelény)
- Rejtek-zsomboly (hu) (Szögliget, Edelény)
- Szabadság-barlang (hu) (Égerszög, Edelény)
- Teresztenyei-forrásbarlang (hu) (Teresztenye, Edelény)
- Vass Imre-barlang (hu) (Jósvafő, Putnok)
- Vecsembükki-zsomboly (hu) (Bódvaszilas, Edelény)

### Parc national de Bükk
- Grotte Anna (Miskolc, Miskolc)
- Balekina-barlang (hu) (Miskolc, Miskolc)
- Balla-barlang (hu) (Répáshuta, Miskolc)
- Bányász-barlang (hu) (Miskolc, Miskolc)
- Berva-barlang (hu) (Eger, Eger)
- Büdös-pest (hu) (Miskolc, Miskolc)
- Cserepes-kői-sziklaodú (hu) (Szilvásvárad, Bélapátfalva)
- Csiga-hegyi-borzlyuk (hu) (Sály, Mezőkövesd)
- Füzér-kői Kis-átjáró (hu) (Bükkzsérc, Mezőkövesd)
- Füzér-kői-átjáró (hu) (Cserépfalu, Mezőkövesd)
- Herman Ottó-barlang (hu) (Miskolc, Miskolc)
- Hillebrand Jenő-barlang (hu) (Parasznya, Miskolc)
- Imó-forrás (hu) (Felsőtárkány, Eger)
- Grotte d'Istállós-kő (Szilvásvárad, Bélapátfalva)
- István-barlang (hu)  (Miskolc, Miskolc)
- Kecske-lyuk (Miskolc) (hu) (Miskolc, Miskolc)
- Kis-kőháti-zsomboly (hu) (Nagyvisnyó, Bélapátfalva)
- Kő-lyuk (hu) (Parasznya, Miskolc)
- Léleklyuk-barlang (hu) (Sály, Mezőkövesd)
- Lilla-barlang (hu) (Parasznya, Miskolc)
- Thermes troglodytiques de Miskolctapolca (Miskolc, Miskolc)
- Odvas-kői-sziklaüreg (hu) (Mályinka, Kazincbarcika)
- Pes-kő-barlang (hu) (Felsőtárkány, Eger)
- Pongor-lyuk (hu) (Répáshuta, Miskolc)
- Suba-lyuk (hu) (Cserépfalu, Mezőkövesd)
- Szalajka-forrás (hu) (Szilvásvárad, Bélapátfalva)
- Szeles-barlang (hu) (Kisgyőr, Miskolc)
- Szeleta-barlang (hu) (Miskolc, Miskolc)
- Szepesi–Láner-barlangrendszer (hu) (Miskolc, Miskolc)
- Szilveszter-barlang (hu) (Sály, Mezőkövesd)
- Tar-kői-kőfülke (hu) (Felsőtárkány, Eger)
- Vízfő-forrásbarlang (hu) (Sály, Mezőkövesd)

## Komárom-Esztergom
Entre parenthèses sont indiqués la commune (község), puis le district (járás) du comitat (megye) de Komárom-Esztergom dans lequel se trouve chaque cavité.
La majorité des cavités recensées dans ce comitat (megye) de Komárom-Esztergom se trouvent dans le District d'Esztergom, notamment dans les massifs du Visegrád et du Pilis.
- Ablakos-barlang (hu) (Dömös, Esztergom)
- Ajándék-barlang (hu) (Esztergom, Esztergom)
- Angyal-forrási-barlang (hu) (Tata, Tata)
- Ariadne-barlangrendszer (hu) (Esztergom, Esztergom)
  - Legény-barlang (hu)
  - Leány-barlang (hu)
  - Ariadne-barlang
  - Rejtekút-barlang
  - Vacska-barlang (hu)
  - Kőoszlopos-barlang
- Átjáró-barlang (Dömös) (hu) (Dömös, Esztergom)
- Bartha-kútbarlang (hu) (Tata, Tata)
- Disznós-árki-barlang (hu) (Pilismarót, Esztergom)
- Fali-fülke (hu) (Dömös, Esztergom)
- Feszti-barlang ou Feszty-barlang (hu) (Tata, Tata)
- Hideg-lyuk (Dömös) (hu) (Dömös, Esztergom)
- Indikációs-barlang (hu) (Esztergom, Esztergom)
- Jankovich-barlang (hu) (Bajót, Esztergom)
- Kilátós-barlang (Dömös) (hu) (Dömös, Esztergom)
- Kőalja-barlang (hu) (Dömös, Esztergom)
- Kőtorony-alatti-barlang (hu) (Dömös, Esztergom)
- Kis Loggia-barlang (hu) (Esztergom, Esztergom)
- Loggia-barlang (hu) (Esztergom, Esztergom)
- Lukács-árki-sziklaeresz (hu) (Dömös, Esztergom)
- Mária-barlang (Dömös) (hu) (Dömös, Esztergom)
- Mária-barlang (Dorog) (hu) (Dorog, Esztergom)
- Matricás-barlang (hu) (Esztergom, Esztergom)
- Megalodus-barlang (hu) (Tata, Tata)
- Ősi-barlang (hu) (Esztergom, Esztergom)
- Ötlyukú-barlang (hu) (Dömös, Esztergom)
- Pilis-nyergi-víznyelőbarlang (hu) (Kesztölc, Esztergom)
- Pisznice-barlang (hu) (Lábatlan, Esztergom)
- Rám-hegyi-barlang (hu) (Dömös, Esztergom)
- Szelim-lyuk ou Bánhidai nagy barlang (hu) (Tatabánya, Tatabánya)
- Sátorkőpusztai-barlang (hu) (Esztergom, Esztergom)
- Szenteltvízmedencés-barlang (hu) (Dömös, Esztergom)
- Tűfok-barlang (hu)  (Esztergom, Esztergom)
- Tükör-forrási-barlang (hu)  (Tata, Tata)
- Vadálló-kői-fülke (hu) (Dömös, Esztergom)
- Vízesés-alatti-sziklaeresz (hu) (Dömös, Esztergom)
- Vízesés-feletti-sziklaeresz (hu) (Dömös, Esztergom)

## Veszprém
Entre parenthèses et pour chacun des districts différenciés, est indiquée la commune (község) du comitat de Veszprém, dans lequel se trouve chaque cavité.

### District de Balatonfüred
La majorité des cavités de ce district ont une origine volcanique et sont situées sur la péninsule de Tihany (hu), dans la commune du même nom.
- Akasztó-hegyi-sziklaeresz (hu) (Tihany)
- Akasztó-hegyi-üreg (hu)  (Tihany)
- Aranyház alsó ürege (hu) (Tihany)
- Aranyház betömött sziklaürege (hu) (Tihany)
- Aranyház felső ürege (hu) (Tihany)
- Barátlakások (hu) (Tihany)
- Betömött-barlang (hu) (Tihany)
- Cser-hegyi-barlang (hu) (Tihany)
- Csúcs-hegyi alsó üreg (hu) (Tihany)
- Csúcs-hegyi-forrásbarlang (hu) (Tihany)
- Csúcs-hegyi-üreg (hu) (Tihany)
- Fehér-parti barlangok (hu) (Tihany)
- Tihanyi Forrás-barlang (hu) (Tihany)
- Gödrösi Explóziós-barlang (hu) (Tihany)
- Hármas-hegyi-átjáróbarlang (hu) (Tihany)
- Hármas-hegyi-gejzírüreg (hu) (Tihany)
- Hosszú-mezői üregek (hu) (Tihany)
- Kerék-hegyi-gejzírüreg (hu) (Tihany)
- Kőfejtő-gejzírürege (hu) (Tihany)
- Leánylakások (hu) (Tihany)
- Nyársas-hegyi-barlang (hu) (Tihany)
- Nyársas-hegyi-üreg (hu) (Tihany)
- Nyereg-hegyi-eresz (hu) (Tihany)
- Óvári-barlang (hu) (Tihany)
- Róka-lyuk (hu) (Tihany)
- Szarkádi-tetői üregek (hu) (Tihany)
- Tihanyi-cseppkőbarlang (hu) (Tihany)

### Autres districts de Veszprém
- Csodabogyós-barlang (hu) (Balatonederics, Tapolca)
- Döme-barlang (hu) (Balatonederics, Tapolca)
- Kapolcsi Pokol-lik (hu) (Tapolca))

## Zala
Entre parenthèses sont indiqués la commune (község) puis le district (járás) du comitat de Zala, dans lequel se trouve chaque cavité.
La plupart des cavités de ce comitat se situent dans le massif du Bakony, au nord du lac Balaton.
Le mot hongrois affixé « kö » signifie « pierre » en français ; de même « lyuk » ou « lik » évoque un « trou ».
- Acheron-kútbarlang (hu) (Cserszegtomaj, Keszthely)
- Bazaltutcai-kőfülke (hu) (Nagygörbő, Zalaszentgrót)
- Cserszegtomaji-kútbarlang (hu) (Cserszegtomaj , Keszthely)
- Fekete-oszlopos-barlang (hu) (Zalaszántó, Keszthely)
- Görbői-hasadékbarlang (hu) (Nagygörbő, Zalaszentgrót)
- Hévízi-forrásbarlang (hu) (Hévíz, Keszthely)
- Kétlyukú-barlang (hu) (Nagygörbő, Zalaszentgrót)
- Kőajtó-barlang (hu) (Nagygörbő, Zalaszentgrót)
- Kőkamra (hu) (Nagygörbő, Zalaszentgrót)
- Kőudvar alsó barlangja (hu)  (Zalaszántó, Keszthely)
- Kőudvar felső barlangja (hu)  (Zalaszántó, Keszthely)
- Lepkés-barlang (hu) (Nagygörbő, Zalaszentgrót)
- Mágneses-barlang (hu) (Zalaszántó, Keszthely)
- Odvas-kői-barlang (hu) (Bakonyszücs, Pápa)
- Remete-barlang (Zalaszántó) (hu) (Zalaszántó, Keszthely)
- Szádok-barlang (hu) (Nagygörbő, Zalaszentgrót)
- Szentgáli-kőlik (hu) (Szentgál, Veszprém)
- Tátikai-hasadékbarlang (hu) (Zalaszántó, Keszthely)
- Tűzköves-hegyi-barlang (hu) (Szentgál, Veszprém)
- Vadlán-lik (hu) (Nagygörbő, Zalaszentgrót)
- Vaskapui-barlang (hu)  (Zalaszántó, Keszthely)

## Autres comitats de Hongrie
Entre parenthèses sont indiqués la commune (község), puis le district (járás) et enfin le comitat (megye) dans lequel se trouve chaque cavité.
- Grotte d'Abaliget (Abaliget, Pécs, Baranya)
- Alba Regia-barlang (hu) (Isztimér, Mór, Fejér)
- Beremendi-kristálybarlang (hu) (Beremend, Siklós, Baranya)
- Csákvári-barlan (hu) (Csákvár, Bicske, Fejér)
- Csörgő-lyuk (hu) (Mátraszentimre, Gyöngyös, Heves)
- Gánti-barlang (hu) (Gánt, Bicske)
- Gyula-barlang (hu) (Mátraszentimre, Gyöngyös, Heves)
- Jakab-hegyi Remete-barlang (hu) (Kővágószőlős, Pécs, Baranya)
- Pákozdvári-barlang (hu) (Pákozd, Gárdony, Fejér)
- Somssich-hegyi 2. sz. barlang (hu) (Villány, Siklós, Baranya)
- Vas Pál lyuka (hu) (Celldömölk, Celldömölk, Vas)